# Белебеївський кантон
Белебеївський кантон (башк. Бәләбәй кантоны) — кантон у складі Автономної Башкирської Радянської Республіки (1922—1930). Адміністративний центр — м. Белебей.

## Географічне положення
Розташовувався в західній частині Башкирської АРСР. Межував з Бірським кантоном на півночі, Стерлітамацьким та Уфимським кантонами на сході, з Оренбурзькою губернією на півдні, Самарською губернією та Татарською АРСР на заході.

## Історія
Белебеївський кантон був утворений 18 липня 1922 року в складі Автономної Башкирської Радянської Республіки з 44 волостей Белебеївського повіту.
5 жовтня 1922 року Покровська і Федорівська волості передані Стерлітамацькому кантону.
10 лютого 1923 року в склад кантону була включена територія скасованого Ток-Чуранського кантону, згідно з Постановою ВЦВК від 21 жовтня 1924 року ця територія колишнього Ток-Чуранського кантону була передана до складу Киргизької АРСР.
Згідно з постановою Президії Башкирського центрального виконавчого комітету від 10 лютого 1923 року Белебеївський кантон був поділений на 17 волостей, а за декретами ВЦВК від 15 грудня 1924 року і від 14 червня 1926 року — на 19 волостей.
20 серпня 1930 року Белебеївський кантон скасований, а його територія увійшла до складу Бакалинського (Бакалинська, Куручевська, частини Резяповської і Шаранської волості), Белебеївського (частини Белебеївської, Верхньо-Троїцької, Єрмекеївської, Слаковської і Чукадітамацької волостей), Біжбуляцького (частини Біжбуляцької, Зільдяровської, Приютівської і Слаковської волостей), Буздяцького (частини Ахуновської, Буздяцької і Чукадітамацької волостей), Давлекановського (Давлекановська, частини Альшеївської і Буздяцької волостей), Киргиз-Міякинського (Киргиз-Міякинська, частини Альшеївської, Зільдяровської і Слаковської волостей), Приютівського (частини Белебеївської, Єрмекеївської і Приютівської волостей), Туймазинського (частини Аднагуловської, Ахуновської, Буздяцької, Верхньо-Троїцької, Чукадітамацької і Шаранської волостей) і Чекмагушівського (Чекмагушівська і частина Резяповської волостей) районів автономної республіки.

## Населення
Чисельність населення за даними Всесоюзного перепису населення 1926 року по Белебеївському кантону:
| Чисельність населення | Чоловіки | Жінки   | Обох статей |
| --------------------- | -------- | ------- | ----------- |
| Усе населення         | 265 469  | 291 212 | 556 681     |
| Міське населення      | 13 706   | 14 857  | 28 563      |
| Сільське населення    | 251 763  | 276 355 | 528 118     |